# Bebedouro (São Paulo)
Bebedouro is een gemeente in de Braziliaanse deelstaat São Paulo. De gemeente telt 77.630 inwoners (schatting 2009).

## Aangrenzende gemeenten
De gemeente grenst aan Colina, Monte Azul Paulista, Paraíso, Pirangi, Pitangueiras, Taiaçu, Taiuva, Taquaral, Terra Roxa en Viradouro.

## Geboren in Bededouro
- Sebastião Miranda da Silva Filho, "Mirandinha" (1952), voetballer
- Jonas Gonçalves Oliveira, "Jonas" (1984), voetballer